# Benjamin Rondeau
Benjamin Jean Marcel Rondeau (Verdún, 1 de octubre de 1983) es un deportista francés que compitió en remo.
Participó en los Juegos Olímpicos de Pekín 2008, obteniendo una medalla de bronce en la prueba de cuatro sin timonel. Ganó dos medallas en el Campeonato Europeo de Remo, en los años 2008 y 2009.

## Palmarés internacional
| Juegos Olímpicos   | Juegos Olímpicos    | Juegos Olímpicos  | Juegos Olímpicos   |
| Año                | Lugar               | Medalla           | Prueba             |
| ------------------ | ------------------- | ----------------- | ------------------ |
| 2008               | Pekín (China)       | Medalla de bronce | Cuatro sin timonel |
| Campeonato Europeo |                     |                   |                    |
| Año                | Lugar               | Medalla           | Prueba             |
| 2008               | Maratón (Grecia)    | Medalla de oro    | Ocho con timonel   |
| 2009               | Brest (Bielorrusia) | Medalla de bronce | Ocho con timonel   |